# Знаки поштової оплати України 2009
Знаки поштової оплати України 2009 — перелік таких знаків, введених Укрпоштою у 2009 році. Відсортовані за датою введення.

## Марки
| № у каталогу                                          | Зображення | Опис та джерело | Номінал                              | Дата введення в обіг   | Тираж   | Дизайн                       |
| № 978                                                 |            | «Степан Бандера. 100-річчя від дня народження» | 1,00 гривні                          | 1 січня 2009 року      | 220 000 | В. Василенко                 |
| № 979                                                 |            | «Степан Руданський (1834—1873)» | 1,00 гривні                          | 17 січня 2009 року     | 200 000 | О. Калмиков                  |
| № 980                                                 |            | «Шолом-Алейхем (1859—1916)» | 2,20 гривні                          | 18 лютого 2009 року    | 200 000 | О. Калмиков                  |
| Блок № 75 (№ 981)                                     |            | Блок «100 років Київському зоопарку» | 3,20 гривні                          | 20 лютого 2009 року    | 100 000 | О. Тернавська                |
| № 982                                                 |            | Серія «200-річчя від дня народження Тараса Шевченка» - «Тарас Шевченко. Селянська родина. 1843»                                                                              | 1,50 гривні                          | 9 березня 2009 року    | 100 000 | Володимир Таран              |
| № 983                                                 |            | - «Тарас Шевченко. Портрет І. І. Лизогуба. 1846—1847» | 1,50 гривні                          | 9 березня 2009 року    | 100 000 | Володимир Таран              |
| № 984                                                 |            | - «Тарас Шевченко. Портрет Є. В. Кейкуатової. 1847» | 1,50 гривні                          | 9 березня 2009 року    | 100 000 | Володимир Таран              |
| № 985 № 986                                           |            | Зчіпка з двох марок «Збереження полярних регіонів та льодовиків» - «Антарктична станція Академік Вернадський» - (льодовик)                                                   | 3,30 3,30 гривні                     | 18 березня 2009 року   | 95 000  | В. Таран                     |
| Блок № 76 (№ 988 № 989)                               |            | Блок «Микола Гоголь. 1809—1852. 200-річчя від дня народження» - «Микола Гоголь» - «Ніч перед Різдвом»                                                                        | 2,20 1,50 гривні                     | 1 квітня 2009 року     | 100 000 | В. Таран, С. Харук, О. Харук |
| № 990 № 991                                           |            | Зчіпка з двох марок - «Меридіанне коло» - «Галілео Галілей» | 3,75 5,25 гривні                     | 17 квітня 2009 року    | 95 000  | Наталія Фандікова            |
| Блок № 77 (№ 992 № 993)                               |            | Блок у буклеті № 10 за програмою «Європа» на тему «Астрономія» - «Меридіанне коло» - «Галілео Галілей»                                                                       | 3,75 5,25 гривні                     | 17 квітня 2009 року    | 22 000  | Наталія Фандікова            |
| № 994 № 995                                           |            | Зчіпка з двох марок з купоном «Україна-Китай» - «Золоті Ворота, м. Київ» - «Вежа Лелеки, провінція Шанхай»                                                                   | 5,40 3,85 гривні                     | 14 серпня 2009 року    | 119 000 | О. Калмиков                  |
| Блок № 78 (№ 996 № 997 № 998 № 999)                   |            | Поштовий блок «Природний заповідник „Горгани“» - Глухар (Tetrao urogallus) - Арніка гірська (Arnica montana) - Кіт лісовий (Felis silvestris) - Сосна кедрова (Pinus cembra) | 1,50 1,50 1,50 1,50 гривні           | 29 вересня 2009 року   | 97 000  | М. Кочубей                   |
| № 1000                                                |            | Серія «Локомотивобудування в Україні» - «Електровоз серії ВЛ41» | 1,50 гривні                          | 26 жовтня 2009 року    | 150 000 | В. Руденко                   |
| № 1001                                                |            | - «Електровоз серії ВЛ26» | 1,50 гривні                          | 26 жовтня 2009 року    | 150 000 | В. Руденко                   |
| № 1002                                                |            | - «Тепловоз серії 2ТЭ116» | 1,50 гривні                          | 26 жовтня 2009 року    | 150 000 | В. Руденко                   |
| № 1003                                                |            | - «Тепловоз серії 2ТЭ121» | 1,50 гривні                          | 26 жовтня 2009 року    | 150 000 | В. Руденко                   |
| Блок № 79 (№ 1004 № 1005 № 1006 № 1007 № 1008 № 1009) |            | Блок «Маяки України» - «Киз-Аульський маяк» - «Маяк Лупарівський Передній» - «Маяк Ялтинський» - «Маяк Воронцовський» - «Маяк Сарич» - «Маяк Бердянський Нижній»             | 1,50 гривні                          | 30 жовтня 2009 року    | 80 000  | Н. Фандікова                 |
| № 1011                                                |            | Серія «Українська пісня» - «Гайдамацькі пісні» | 1,50 гривні                          | 27 листопада 2009 року | 115 000 | М. Кочубей                   |
| № 1012                                                |            | - «Жартівливі пісні» | 1,50 гривні                          | 27 листопада 2009 року | 115 000 | М. Кочубей                   |
| № 1013                                                |            | - «Пісні кохання» | 2,00 гривні                          | 27 листопада 2009 року | 115 000 | М. Кочубей                   |
| № 1014                                                |            | - «Весільні пісні» | 2,00 гривні                          | 27 листопада 2009 року | 115 000 | М. Кочубей                   |
| № 1015                                                |            | «Українська Головна Визвольна Рада. 65 років від часу створення» | 1,50 гривні                          | 27 листопада 2009 року | 142 000 | І. Бринюк                    |
| № 1010                                                |            | «З Різдвом Христовим!» | 1,50 гривні                          | 9 грудня 2009 року     | 207 000 | Н. Фандікова                 |
| № 1016                                                |            | «З Новим роком!» | 1,50 гривні                          | 9 грудня 2009 року     | 254 000 | Т. Несторова                 |
| № 1017                                                |            | Серія «Виноробство в Україні» - «Сухолиманський білий» | 1,50 гривні                          | 17 грудня 2009 року    | 132 000 | О. Тернавська                |
| № 1018                                                |            | - «Мускат білий» | 1,50 гривні                          | 17 грудня 2009 року    | 132 000 | О. Тернавська                |
| № 1019                                                |            | «Народний Рух України за перебудову. 20 років» | 1,50 гривні                          | 19 грудня 2009 року    | 140 000 | В. Мефоденко                 |
| Блок № 80 (№ 1020 № 1021 № 1022 № 1023 № 1024 № 1025) |            | Блок «Мінерали України» - «Кварц» - «Сірка самородна» - «Топаз» - «Берил» - «Тигрове око» - «альфа-Керченіт»                                                                 | 1,50 1,90 2,00 2,20 3,30 4,85 гривні | 23 грудня 2009 року    | 100 000 | Лариса Мельнік               |

## Сьомий випуск стандартних марок
| № у каталозі | Зображення | Опис та джерело | Номінал     | Дата введення в обіг | Тираж   | Дизайн            |
| ------------ | ---------- | --------------- | ----------- | -------------------- | ------- | ----------------- |
| № 987        |            | «Кахля»         | 1,50 гривні | 25 березня 2009 року | масовий | Наталія Фандікова |